# Wapen van Lotharingen

Wapen van Lotharingen

Het wapen van Lotharingen bestaat uit een geel schild met daarop in een rode diagonale baan drie witte adelaars in vlucht. Het schild was ook in gebruik als wapen van het historische hertogdom Lotharingen en vormt als banier de vlag van Lotharingen.
Een legende vertelt dat drie vliegende adelaars op het wapen van de hertogen van Lotharingen geplaatst zijn nadat Godfried van Bouillon, hertog van Neder-Lotharingen, bij de inname van Jeruzalem met één pijl drie vliegende adelaars zou hebben neergeschoten. Meer prozaïsch zou de herkomst van de adelaars verklaard kunnen worden door een woordspeling: met de letters van alerion ("adelaar") kan het anagram loreina (historische benaming voor "Lotharingen") gevormd worden. Volgens een derde theorie zou het wapen van dat van de Elzas afgeleid zijn (de hertogen van Lotharingen zijn afkomstig van het huis Elzas).

## Evolutie van de wapens van de Lotharingse hertogen
De verschillende heersers over (Neder-)Lotharingen hebben het wapen van Lotharingen in hun eigen wapen gevoerd. Deze hertogen hadden niet alleen het wapen van Lotharingen in hun persoonlijke schild, maar ook dat van andere gebieden waarover zij zeggenschap hadden of claimden.

Wapen van René I van Anjou 1420-1435
Wapen van René I van Anjou 1435-1443
Wapen van René I van Anjou 1443-1473
Wapen van René II van Lotharingen 1473-1508
Wapen van de opvolgers van Rene II